# Ideal'nyj muž
Ideal'nyj muž (Идеальный муж) è un film del 1980 diretto da Viktor Michajlovič Georgiev.

## Trama
Il film racconta di Sir Robert Chiltern, che era un politico promettente, un marito e un uomo ideali, ma è stato coinvolto in uno sporco affare.